# Braziliaans basketbalteam (vrouwen)
Het Braziliaans nationaal basketbalteam representeert Brazilië tijdens internationale basketbalwedstrijden.
Het Braziliaans basketbalteam is een van de succesvolste teams van het Amerikaanse continent. Gedurende haar geschiedenis won het één gouden medaille op het wereldkampioenschap basketbal (1994, één zilveren medaille op de Olympische Spelen (1996) en bronzen medaille op de Olympische Spelen (1971), vijf gouden medailles op de FIBA AmeriCup (1997, 2001, 2003, 2009 en 2011) en vier gouden medailles op de Pan-Amerikaanse Spelen (1967, 1971, 1991 en 2019).
1953:  Verenigde Staten · 
1957:  Verenigde Staten · 
1959:  Sovjet-Unie · 
1964:  Sovjet-Unie · 
1967:  Sovjet-Unie · 
1971:  Sovjet-Unie · 
1975:  Sovjet-Unie · 
1979:  Verenigde Staten · 
1983:  Sovjet-Unie · 
1986:  Verenigde Staten · 
1990:  Verenigde Staten · 
1994:  Brazilië · 
1998:  Verenigde Staten · 
2002:  Verenigde Staten · 
2006:  Australië · 
2010:  Verenigde Staten · 
2014:  Verenigde Staten · 
2018:  Verenigde Staten  · 
2022:  Verenigde Staten